# Павленко Андрій Володимирович
Павленко Андрій Володимирович (нар. 30 листопада 1965 року, Київ) — український громадський діяч, голова благодійного фонду "Пам'яті Небесної Сотні" з 2014 року.

## Ранні роки
Андрій Павленко народився 30 листопада 1965 року у місті Київ на Київщині в родині інженерів. Закінчив школу №72 в м.Київ в 1982 році. В 1985 році закінчив Мурманське морехідне училище. З 1986 по 1995 роки працював на судах дальнього плавання начальником радіостанції.
В період з 1995 по 2022 роки займав керівні посади в коменційних структурах України, зокрема:
- ТОВ Нордкап
- ТОВ Волинь
- ТОВ СЛК Укрліфт

## Участь в Революції Гідності
Активний учасник подій Революції Гідності, 18 лютого 2014 року отримав поранення на Майдані Незалежності. З 30 листопада заснував Благодійну Організацію "Благодійний Фонд Пам'яті Небесної Сотні"

## Участь в російсько-Українській війні
В перший день повномасштабного вторгнення зі зброєю в руках долучився до захисту України.
Брав участь в обороні Київщини, зокрема Гостомельський і Вишгородський напрямки.
В складі 4 бригади Національної Гвардії України, захищав м.Рубіжне у вуличних контактних боях.
У 2022-2023 р.р. брав участь у захисті м.Запоріжжя спочатку у складі 15 бригади НГУ "Кара-Даг" (ім. лейтенанта Завади), а потім - у складі 23 бригади НГУ "Хортиця" у званні старшого лейтенанта на посаді командира підрозділу.
Отримав численні поранення в період 2022-2023 років на Запорізькому напрямку, пройшов лікування у шпиталі МВС в м.Запоріжжя.
Восени 2023 року був комісований за станом здоров'я.
Після звільнення з лав НГУ, працював радником міського голови міста Запоріжжя в період з лютого 2024 по серпень 2024.
Станом на 2025 перебуває на військовій пенсії.

## Волонтерська діяльність
Окрім заснування БФ "Пам'яті Небесної Сотні", з 2014 по 2022 роки брав активну участь у волонтерському русі України.
До 24.02.2022 року регулярно відвідував передову в якості волонтера, забезпечував гуманітарні потреби війська на Донбасі на лінії зіткнення.
Після комісування, продовжив гуманітарну і просвітницьку діяльність в якості цивільного.
З 2014 року за допомогою команди фонду, вшановує пам'ять Героїв Небесної Сотні на їх малій батьківщині, встановлюючи пам'ятники, меморіали і монументи на їх честь.
Серед встановлених пам'яток, зокрема такі:
- 2015 р. - с.Колпець, Дрогобицького району - "Хрест Небесної Сотні" на честь Богдана Вайди. В солідарності з громадою села.
- 2016 р. - с.Жорнівка, Києво-Святошинського району - "Свіча Пам'яті" на честь Віталія Васільцова. За власної ініціативи і власним коштом.
- 2017 р. - м.Вінниця - "Вишня Свободи" на честь Максима Шимка. За власної ініціативи, участі міської адміністрації, громадських волонтерський організацій, сприяння голови м.Вінниця Моргунова Сергія Анатолійовича та активної допомоги і участі благодійного фонду "Подільська громада".

- 2018 р. - м.Вишгород - "Мужність, Честь, Гідність" на честь Ігоря Пехенько та інших учасників АТО. За власної ініціативи та сприяння міськради, зокрема, мера Момота Олексія Вікторовича
- 2019 р. - с.Гатне - "Меморіал Героям" на честь Віктора Швеця і місцевих героїв АТО. За власної ініціативи і за сприяння громади села.
- 2020 р. - с.Бурти, Кагарлицький район - "Меморіал учасникам Революції Гідності" - на честь Івана Наконечного, найстаршого Героя Небесної Сотні. За власної ініціативи і власним коштом.
- 2021 р. - смт.Димер - Стела "Честь і Гідність" на честь Кіщука Володимира. Стелу не було встановлено через позицію адміністрації смт і депутатів димерської громади. Встановлення планувалося на День Гідності.
- 2022 р. - м.Запоріжжя - Бюст Т.Г.Шевченка. За власної ініціативи і підтримки БЧ НГУ "Кара-Даг".
- 2022 р. - м.Запоріжжя - "Монумент Честі і Гідності" на честь Синенка Сергія та інших Героїв Небесної Сотні. За власної ініціативи, власним коштом, за участі Синенка Петра (батько), сприяння командування НГУ, Куртєва Анатолія Валентиновича, очільника Сучасного Запорізького Козацтва Притули Олександра Леонтійовича і ГО "ЗОФ КБМ "СПАС" .
- 2023 р. - м.Покровськ - "Свіча нароної пам'яті" на честь Володимира Наумова. За власної ініціативи і за сприяння активної молоді та військової адміністрації міста, а також командування 23 бригади НГУ "Хортиця".
- 2024 р. - с.Гореничі, Київської області - "Почесний хрест полеглим Героям війни" на честь загиблих жителів громади. За власної ініціативи і сприяння голови громади села.

Автором концепцій і дизайнером виступив скульптор Борис Данилюк.